# Campeonato Citadino de Sorocaba de 1943
O Campeonato de Futebol da Liga Sorocaba de Futebol (LISOFU) de 1943 foi a oitava edição do Campeonato Citadino de Sorocaba.
Disputada entre 21 de Março e 24 de Outubro daquele ano, teve o Estrada como campeão e o Fortaleza na segunda colocação. O campeonato foi um dos mais disputados da era Citadino, com o Estrada, Fortaleza e São Bento empatados na pontuação final, vencendo o Estrada no saldo de gols.
Ao todo, foram 42 jogos, com 174 gols marcados (uma média de 4,14 por jogo).
Antes do Campeonato Citadino houve um Torneio Início, promovido pela LISOFU, onde se sagrou vencedor também o Estrada. 

## Participantes
- Estrada de Ferro Sorocabana Futebol Clube
- Associação Atlética Funcionários Municipais
- Clube Atlético Botafogo
- Esporte Clube São Bento
- Fortaleza Clube
- Associação Atlética Piratininga
- Clube Atlético Votorantim

## Tabela
PRIMEIRO TURNO
21/03 - EC Sao Bento 2x1 CA Botafogo
28/03 - EF Sorocabana 5x1 Func. Municipais
28/03 - CA Votorantim 1x1 AA Piratininga
11/04 - Fortaleza 8x0 CA Botafogo
11/04 - EC Sao Bento 3x2 AA Piratininga
18/04 - CA Votorantim 3x2 Func. Municipais
18/04 - Fortaleza 0x2 EF Sorocabana
25/04 - EC Sao Bento 6x1 Func. Municipais
25/04 - CA Botafogo 3x0 AA Piratininga
01/05 - CA Votorantim 2x0 Fortaleza
01/05 - EF Sorocabana 3x1 AA Piratininga
02/05 - CA Botafogo 3x1 Func. Municipais
09/05 - EC Sao Bento 2x1 CA Votorantim
09/05 - Fortaleza 5x3 AA Piratininga
16/05 - Fortaleza 3x1 EC Sao Bento
16/05 - EF Sorocabana 10x0 CA Botafogo
23/05 - EF Sorocabana 3x3 CA Votorantim
30/05 - Fortaleza 2x1 Func. Municipais
30/05 - CA Botafogo 2x4 CA Votorantim
06/06 - EC Sao Bento 2x0 EF Sorocabana
24/06 - Func. Municipais 5x3 AA Piratininga
SEGUNDO TURNO
01/08 - AA Piratininga 0x2 CA Votorantim
08/08 - EC Sao Bento 4x1 AA Piratininga
08/08 - CA Botafogo 3x4 Fortaleza
15/08 - CA Votorantim 4x0 Func. Municipais
15/08 - Fortaleza 4x2 EF Sorocabana
22/08 - Func. Municipais 1x5 EC Sao Bento
22/08 - CA Botafogo 4x0 AA Piratininga
05/09 - Fortaleza 1x1 CA Votorantim
05/09 - EF Sorocabana 4x2 AA Piratininga
12/09 - CA Votorantim 1x1 EC Sao Bento
12/09 - EF Sorocabana 1x1 CA Botafogo
19/09 - Fortaleza 4x2 AA Piratininga
19/09 - CA Botafogo 2x0 Func. Municipais
03/10 - EC Sao Bento 0x0 Fortaleza
03/10 - CA Votorantim 0x2 EF Sorocabana
10/10 - CA Botafogo 2x2 CA Votorantim
10/10 - AA Piratininga 0x4 Func. Municipais
17/10 - CA Botafogo 0x1 EC Sao Bento
17/10 - EF Sorocabana 3x1 Func. Municipais
24/10 - Func. Municipais 0x1 Fortaleza
24/10 - EF Sorocabana 2x0 EC Sao Bento

## Classificação final
| 1 | Estrada          | 12 | 18 | 8 | 2 | 2  | 37 | 15 | 22  |
| 2 | Fortaleza        | 12 | 18 | 8 | 2 | 2  | 33 | 17 | 16  |
| 3 | São Bento        | 12 | 18 | 8 | 2 | 2  | 27 | 14 | 13  |
| 4 | Votorantim       | 12 | 15 | 5 | 5 | 2  | 24 | 15 | 9   |
| 5 | Botafogo         | 12 | 10 | 4 | 2 | 4  | 21 | 32 | -11 |
| 6 | Func. Municipais | 12 | 4  | 2 | 0 | 10 | 17 | 37 | -20 |
| 7 | Piratininga      | 12 | 1  | 0 | 1 | 11 | 15 | 42 | -27 |
| J - Jogos; PG - Pontos ganhos; V - Vitórias; E - Empates; D - Derrotas; GP - Gols Pró; GC - Gols contra; SG - Saldo de gols |                  |    |    |   |   |    |    |    |     |

## Premiação
| Campeão Amador de Sorocaba de 19423     |
| --------------------------------------- |
| Estrada de Ferro Sorocabana (2º título) |